# Megyericse
Megyericse (horvátul: Međurača) falu Horvátországban Belovár-Bilogora megyében. Közigazgatásilag Nova Račához tartozik.

## Fekvése, éghajlata
Belovár központjától légvonalban 11, közúton 15 km-re délkeletre, községközpontjától légvonalban 5 közúton 7 km-re nyugatra fekszik.

## Története
A település neve a szláv „međurječje”, azaz folyók közti terület névalakból származik. A név arra utal, hogy a területe a Česma és a Severinska folyók között fekszik. (A megyer törzsnévből való levezetésnek semmilyen alapja nincs.) Međurječje nevét 1300-ban említik először, amikor Mihály zágrábi püspök szerez birtokot ezen a vidéken. Határában állt egykor Megyericse vára, melyet 1316-ban „Megeryuche cum castro” alakban említenek, amikor Babonics János bán foglalta el Károly Róbert király számára. 1318-19-ben a Kőszegiek szerezték meg, akiktől a király hívei ismét megostromolták. A falu Boldogságos Szűznek szentelt plébániája és temploma 1334-ben a zágrábi püspökséghez tartozó plébániák összeírásában „Item ecclesia beate virginis de Megurech” néven szerepel. A hagyomány szerint a középkori falu templomával együtt a település egykor ma Varošnak nevezett részén feküdt. Jelentős település, valószínűleg mezőváros volt, amely vásártartási joggal is rendelkezett. A 14. század végén megyegyűlések színhelye. 1501-ben említik egyházának Balázs és Gergely nevű elöljáróit „Magister Blasius de Mogywrechye”, illetve „Gregorius prebendarius ibidem”, továbbá Péter nevű káplánját „Petrus alter capellanus de eadem” alakban. 1543-ban még 50 adózó portája volt. A térségbe 1544-ben tört be a török elpusztítva a településeket. Ekkor pusztulhatott el a középkori település a templomával együtt.
A falu területe a 17. századtól népesült be újra, amikor a török által elpusztított, kihalt területre folyamatosan telepítették be a keresztény lakosságot. 1680 körül a plébániát is újra alapították, de már a 18. század elején az állandó vízelöntések miatt átköltöztették a szomszédos Nevinacba. Lakói részt vettek az 1755-ös severini felkelésben, melynek egyik szervezője egy Jožo Mađeraz nevű itteni határőr volt. 1774-ben az első katonai felmérés térképén „Megyuracha” néven szerepel. A település katonai közigazgatás idején a szentgyörgyvári ezredhez tartozott.
Lipszky János 1808-ban Budán kiadott repertóriumában „Megyurache” néven szerepel.  
Nagy Lajos 1829-ben kiadott művében „Megyureche” néven 94 házzal, 594 katolikus vallású lakossal találjuk.
A katonai közigazgatás megszüntetése után Magyar Királyságon belül Horvát–Szlavónország részeként, Belovár-Kőrös vármegye Belovári járásának része volt. 1857-ben 714, 1910-ben 749 lakosa volt. Az 1910-es népszámlálás szerint a falu lakosságának 99%-a horvát anyanyelvű volt. 1918-ban az új szerb-horvát-szlovén állam, majd később Jugoszlávia része lett. 1941 és 1945 között a németbarát Független Horvát Államhoz, majd a háború után a szocialista Jugoszláviához tartozott. 1991-től a független Horvátország része. 1991-ben lakosságának 98%-a horvát nemzetiségű volt. 2011-ben a településnek 330 lakosa volt.

## Lakossága
| Lakosság változása | Lakosság változása | Lakosság változása | Lakosság változása | Lakosság változása | Lakosság változása | Lakosság változása | Lakosság változása | Lakosság változása | Lakosság változása | Lakosság változása | Lakosság változása | Lakosság változása | Lakosság változása | Lakosság változása | Lakosság változása |
| ------------------ | ------------------ | ------------------ | ------------------ | ------------------ | ------------------ | ------------------ | ------------------ | ------------------ | ------------------ | ------------------ | ------------------ | ------------------ | ------------------ | ------------------ | ------------------ |
| 1857               | 1869               | 1880               | 1890               | 1900               | 1910               | 1921               | 1931               | 1948               | 1953               | 1961               | 1971               | 1981               | 1991               | 2001               | 2011               |
| 714                | 795                | 731                | 798                | 759                | 749                | 699                | 681                | 663                | 659                | 660                | 567                | 459                | 413                | 368                | 330                |

## Nevezetességei
- A falu Varošnak nevezett részétől mintegy 500 méterre nyugatra, a Vojvodske livadenak nevezett, vizenyős, bozótos területen találhatók középkori várának csekély maradványai. A vár a 20. század első felében itt végzett ásatás során előkerült leletek alapján a 14. században épülhetett. Egykor kör alaprajzú volt, melyet hármas sáncrendszer védett. Ebből kettő még az 1950-es években is látható volt. Mára alig maradt nyoma.
- Egyetlen szakrális épülete a falu közepén álló kis kápolna.

## Híres emberek
Innen származott a Janus Pannoniust követő hazai humanista költők egyik jeles képviselője Megyericsei János (1470 – 1517) gyulafehérvári kanonok, kolozsi főesperes.